# Sexify
Sexify je polský televizní seriál vyprávějící o studentkách, která se rozhodly vyvinout aplikaci k optimalizaci ženského orgasmu. Seriál režírovali a vytvořili Piotr Domalewski a Kalina Alabrudzińska. V hlavních rolích seriálu se objevily Aleksandra Skraba, Maria Sobocińska a Sandra Drzymalska jako studentky Natalia, Paulina a Monika. 
První řada, sestávající z osmi dílů, měla premiéru dne 28. dubna 2021 na Netflixu. Druhá řada byla zveřejněna 11. ledna 2023.
K seriálu byl vytvořen i český dabing, který v režii Lucie Petry Svobodové, překladu Veroniky Čápové a s dialogy Pavly Horňákové, vyrobilo v roce 2021 studio S Pro Alfa.

## Příběh
Natalia, studentka technického oboru, prezentuje před ostatními svůj projekt – aplikaci zkoumající spánek. Její vyučující, který má vybrat nejlepší projekt, jí řekne, že jako programátorka je velice schopná, ale její projekt nemá potenciál a má si vybrat více „sexy“ téma. Natalia brzy zjišťuje, že její vrstevníky zajímá především sex. Rozhodne se tedy vytvořit aplikaci na optimalizaci ženského orgasmu. Sama je ale asexuální, a proto potřebuje pomoc od dalších studentek. 
Na projektu s ní spolupracuje její kamarádka Paulina, praktikující katolička, která je svým snoubencem nucena k předmanželskému sexu, během kterého ovšem nemá orgasmus. Třetí dívkou v týmu je Monika, promiskuitní dívka z bohaté rodiny, jejíž rodiče se náhle rozhodli, že by jejich dcera měla žít bez jejich podpory, odříznou ji od peněz a pošlou ji na kolej.

## Obsazení
| Aleksandra Skraba     | Natalia Dumała (český dabing: Barbora Šedivá)            |
| Maria Sobocińska      | Paulina (český dabing: Ivana Korolová)                   |
| Sandra Drzymalska     | Monika Nowicka (český dabing: Petra Horváthová)          |
| Kamil Wodka           | Rafał, Nathaliin konkurent (český dabing: Robin Pařík)   |
| Małgorzata Foremniak  | Joanna, matka Moniky (český dabing: Ilona Svobodová)     |
| Cezary Pazura         | Marek, otec Moniky (český dabing: Bohdan Tůma)           |
| Piotr Pacek           | Mariusz, snoubenec Pauliny (český dabing: Michal Holán)  |
| Bartosz Gelner        | Konrad, bývalý přítel Moniky (český dabing: Petr Ryšavý) |
| Jan Wieteska          | Adam (český dabing: Vojtěch Hájek)                       |
| Wojciech Solarz       | profesor Krynicki (český dabing: Martin Sobotka)         |
| Sebastian Stankiewicz | Jabba, nadřízený Natalie (český dabing: Tomáš Karger)    |
| Ewa Szykulska         | správkyně kolejí (český dabing: Ludmila Molínová)        |
| Zbigniew Zamachowski  | děkan (český dabing: Ivo Novák)                          |